# Protosticta versicolor
Protosticta versicolor – gatunek ważki z rodziny Platystictidae.